# Піт Бабандо
Піт Бабандо (англ. Pete Babando; 10 травня 1925, Ловер Баррелл — 19 лютого 2020) — американський хокеїст, що грав на позиції крайнього нападника.

## Ігрова кар'єра
Професійну хокейну кар'єру розпочав 1945 року.
Протягом професійної клубної ігрової кар'єри, що тривала 23 роки, захищав кольори команд НХЛ «Бостон Брюїнс», «Детройт Ред-Вінгс», «Чикаго Блек Гокс» та «Нью-Йорк Рейнджерс», а також виступав за команди нижчих ліг, зокрема АХЛ.

## Статистика НХЛ
| Сезон        | Клуб                 | Ліга         | Регулярний сезон | Регулярний сезон | Регулярний сезон | Регулярний сезон | Регулярний сезон | Плей-оф | Плей-оф | Плей-оф | Плей-оф | Плей-оф |
| Сезон        | Клуб                 | Ліга         | І                | Г                | П                | О                | ШХ               | І       | Г       | П       | О       | ШХ      |
| ------------ | -------------------- | ------------ | ---------------- | ---------------- | ---------------- | ---------------- | ---------------- | ------- | ------- | ------- | ------- | ------- |
| 1947—48      | «Бостон Брюїнс»      | НХЛ          | 60               | 23               | 11               | 34               | 52               | 5       | 1       | 1       | 2       | 2       |
| 1948—49      | «Бостон Брюїнс»      | НХЛ          | 58               | 19               | 14               | 33               | 34               | 4       | 0       | 0       | 0       | 2       |
| 1949—50      | «Детройт Ред-Вінгс»  | НХЛ          | 56               | 6                | 6                | 12               | 25               | 8       | 2       | 2       | 4       | 2       |
| 1950—51      | «Чикаго Блек Гокс»   | НХЛ          | 70               | 18               | 19               | 37               | 36               | -       | -       | -       | -       | -       |
| 1951—52      | «Чикаго Блекгокс»    | НХЛ          | 49               | 11               | 14               | 25               | 29               | -       | -       | -       | -       | -       |
| 1952—53      | «Чикаго Блекгокс»    | НХЛ          | 28               | 5                | 4                | 9                | 16               | -       | -       | -       | -       | -       |
| 1952—53      | «Нью-Йорк Рейнджерс» | НХЛ          | 30               | 4                | 5                | 9                | 2                | -       | -       | -       | -       | -       |
| Усього в НХЛ | Усього в НХЛ         | Усього в НХЛ | 351              | 86               | 73               | 159              | 194              | 17      | 3       | 3       | 6       | 6       |